# Tobey Maguire
Tobias Vicent "Tobey" Maguire (n. 27 iunie 1975, Santa Monica, California, SUA) este un actor american. Cariera sa începe în anul 1989, atunci când joacă în filmul The Wizard. A jucat și în alte filme ca cele din seria Omul Păianjen, fiind chiar în rolul principal.